# Toyota Stadium (Frisco)

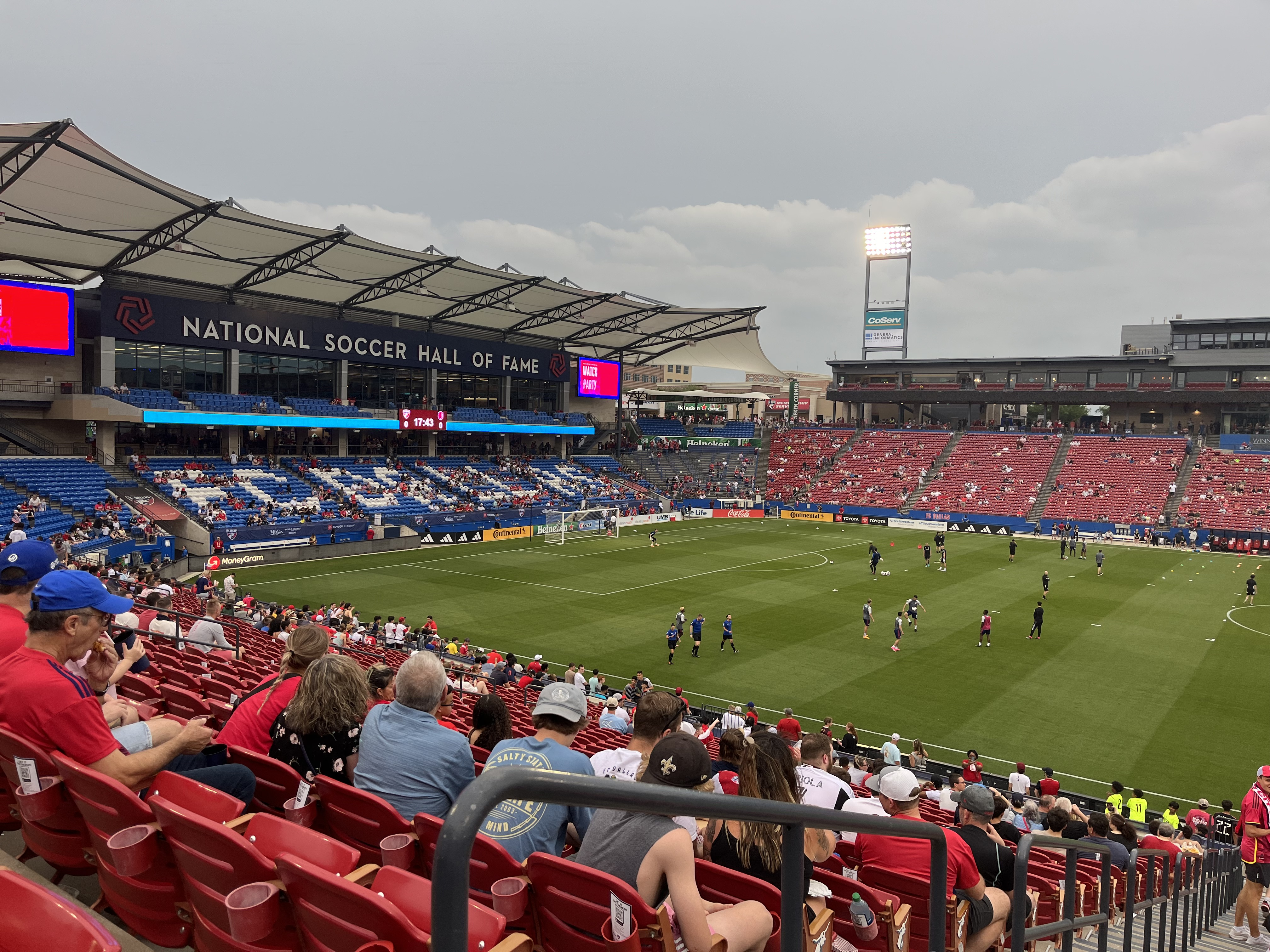

Toyota Stadium – wielofunkcyjny stadion w mieście Frisco w Stanach Zjednoczonych. Najczęściej używany jest jako stadion piłkarski, a swoje mecze rozgrywa na nim drużyna FC Dallas. W latach 2005–2012 nazywał się Pizza Hut Park, a w 2012-2013 FC Dallas Stadium. Stadion może pomieścić 21 195 tysięcy widzów. Koszt budowy obiektu wyniósł 80 milionów dolarów. Pierwszy mecz został rozegrany 6 sierpnia 2005.